# Orbassano Calcio
L'Associazione Sportiva Dilettantistica Orbassano Calcio, meglio nota come Orbassano Calcio o più semplicemente Orbassano (dal latino urbis sanus, "città salubre"), è una società calcistica italiana con sede nella città di Orbassano, in provincia di Torino.
Fondata nel 1930, ha partecipato per nove volte ai massimi livelli del dilettantismo italiano vivendo il suo massimo splendore negli anni ottanta, periodo in cui la squadra ha sfiorato per due volte l'avanzamento tra i professionisti, e negli anni duemila in cui ha nuovamente accarezzato la promozione in Serie C2 con due semifinali di play-off.
Nella stagione 2025-2026 partecipa al campionato di Promozione.

## Storia

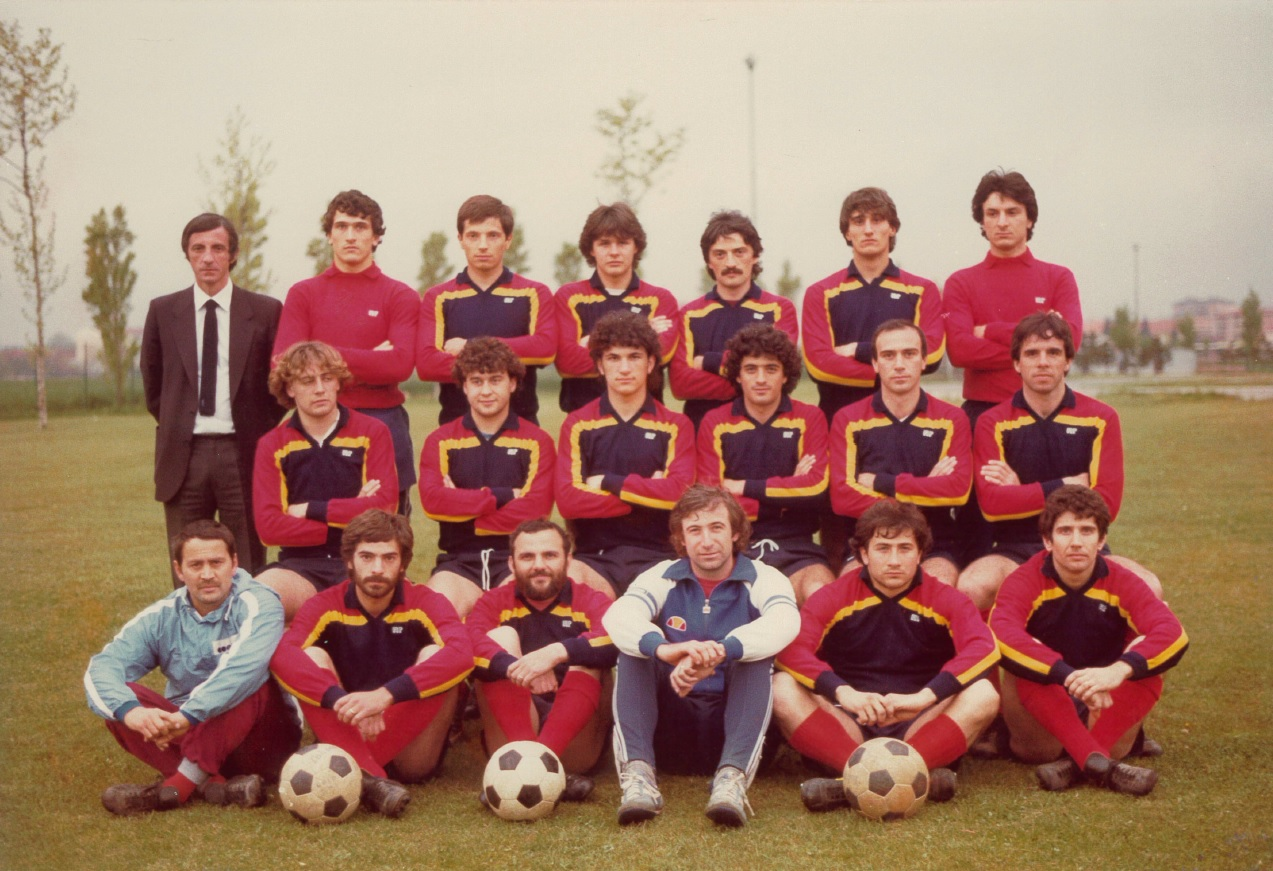
Foto di rito prestagione 1981-1982 alla Sisport

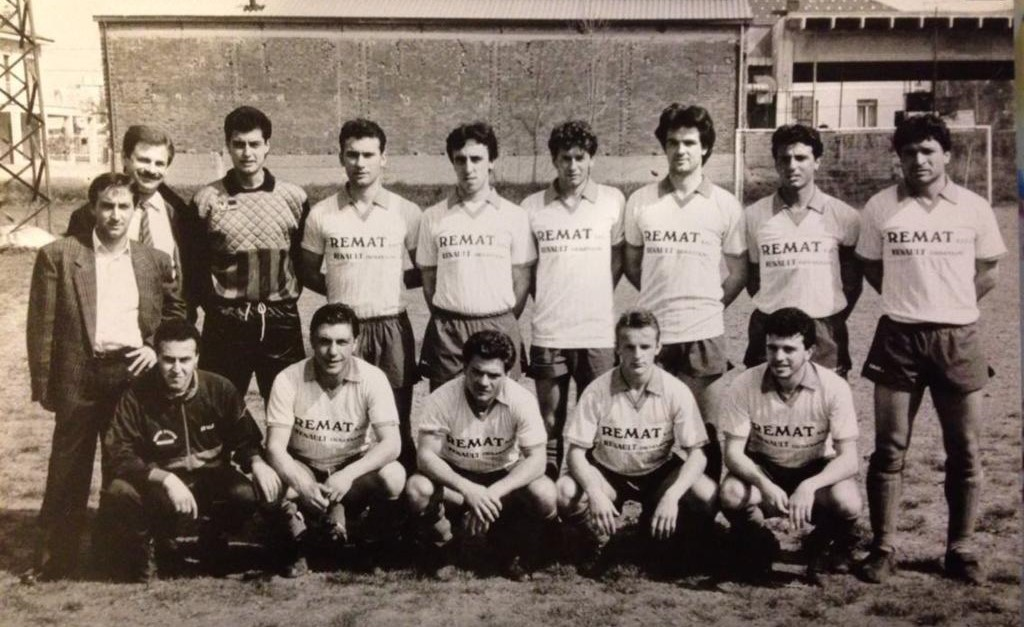
Formazione dell'Orbassano nel campionato di Promozione 1987-1988

### Dalla fondazione alle promozioni sfiorate in Serie C2
Dopo decenni passati tra le categorie minori del calcio piemontese, nella seconda metà degli anni settanta la società fu rilevata da un gruppo di dirigenti torinesi dalle grandi ambizioni che portò la squadra dalla Seconda Categoria fino alla Promozione, allora la seconda divisione dilettantistica in ordine gerarchico prima dell'istituzione dell'Eccellenza nel 1991.
I primi anni ottanta videro poi il Club promosso per la prima volta in Serie D, con l'ambizione di lottare per il passaggio in Serie C2 tra le stagioni 1980-81 (con le promozioni sfiorate in quegli anni per una manciata di punti) e 1984-85, stagione in cui venne poi retrocesso da quello che allora veniva denominato Campionato Interregionale. Degne di note in quegli anni anche le amichevoli di spicco con squadre importanti come la Juventus di Trapattoni, Rossi, Bettega, Tardelli e Causio.

### Declino, fusioni societarie e le due semifinali di play-off in Serie D
Negli anni novanta, pur giocando nelle serie minori del dilettantismo arrivarono per la società alcuni trofei vinti dalle rappresentative giovanili, oltre alle partecipazioni a diversi tornei ed amichevoli con club piemontesi importanti come le selezioni giovanili delle squadre di Torino e Juventus. Da non dimenticare anche gli storici derby con la squadra dell'Orbassanese, compagine cittadina ormai scomparsa.
Nel decennio successivo il Club tentò diverse fusioni societarie con alcune realtà della periferia torinese quali Venaria Reale, Cirié e Gabetto altalenando buone prestazioni, tra cui nuovamente alcune stagioni di permanenza in Serie D che hanno avuto come culmine le semifinali di play-off del 2005-2006 persa contro il Monopoli (0-1 in casa e 1-4 nella trasferta di ritorno) e quella del 2006-2007 conclusasi con la sconfitta per 1-0 contro il Casale (oltre ad amichevoli di spicco organizzate con squadre di categoria superiore come la Juventus di Lippi, Ferrara, Montero e Pessotto), ad altre meno brillanti trascorse tra le categorie minori.
Nel recente passato, dopo alcune stagioni in Promozione, ci fu la fusione con l'Aurora Rinascita T.F.R. che portò la squadra a partecipare nella stagione 2018-2019 ai play-off di Prima Categoria, cammino che si fermò in finale con il Nichelino Hesperia.

Festeggiamenti durante la vittoria del campionato di Prima Categoria 2024-2025

### La rifondazione
Dopo un paio di stagioni fermate dalla pandemia Covid, nel 2022 una nuova cordata ha rifondato l'A.S.D. Orbassano Calcio, riavvicinando così alla ragione sociale originaria la realtà calcistica più importante della città di Orbassano.
Nella stagione 2024-2025 i rossoblù vincono il campionato con 75 punti (20 di vantaggio sulla seconda in classifica) e il record storico di 17 vittorie consecutive e una sola sconfitta , accedendo così al campionato di Promozione della Lega Nazionale Dilettanti.

## Colori e simboli

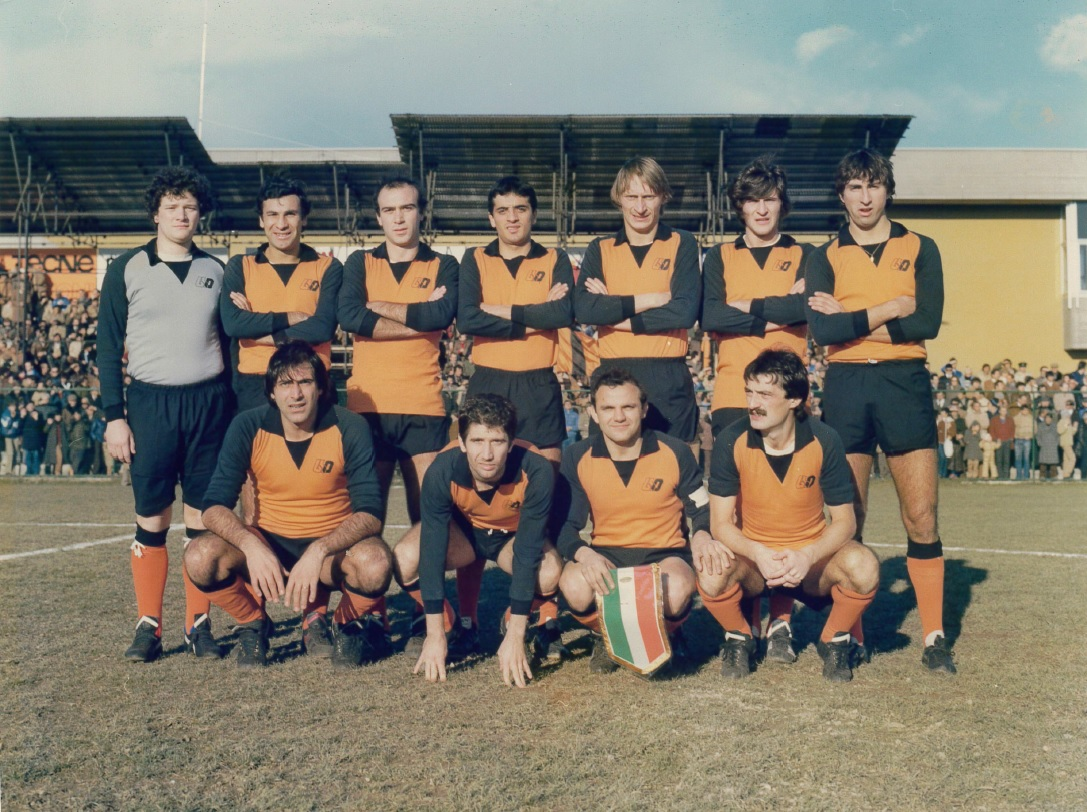
La divisa nero-arancio del G.S. Orbassano

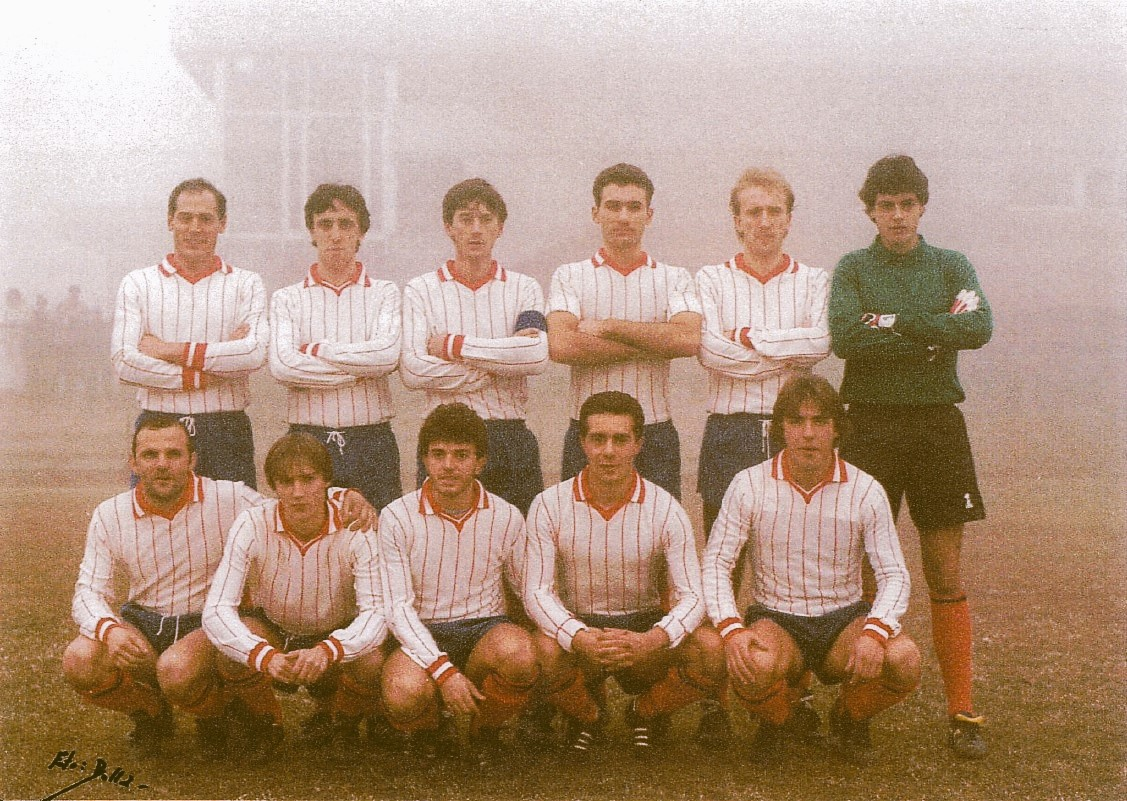
La seconda maglia a righe rosse e pantaloncini blu in una stagione degli anni 80

I colori sociali dell'Orbassano sono il rosso e il blu, che connotano le casacche della formazione calcistica cittadina fin dai primi anni di esistenza, anche se durante alcuni periodi storici sono stati usati altri colori (ad esempio il nero-arancio delle divise anni 80 o il nero-azzurro utilizzato durante la fusione con il Cirié).

### Logo
Simbologicamente, la squadra si riconosce nello stemma civico di Orbassano (Di rosso, al mondo di azzurro, cerchiato d'oro, cimato dalla crocetta latina dello stesso).
I vari redesign che si sono succeduti nel tempo ne hanno modificato gli orpelli, ma senza intaccare la filosofia di base.

Lo stemma del G.S. Orbassano 1930
Lo stemma attuale

## Palmarès

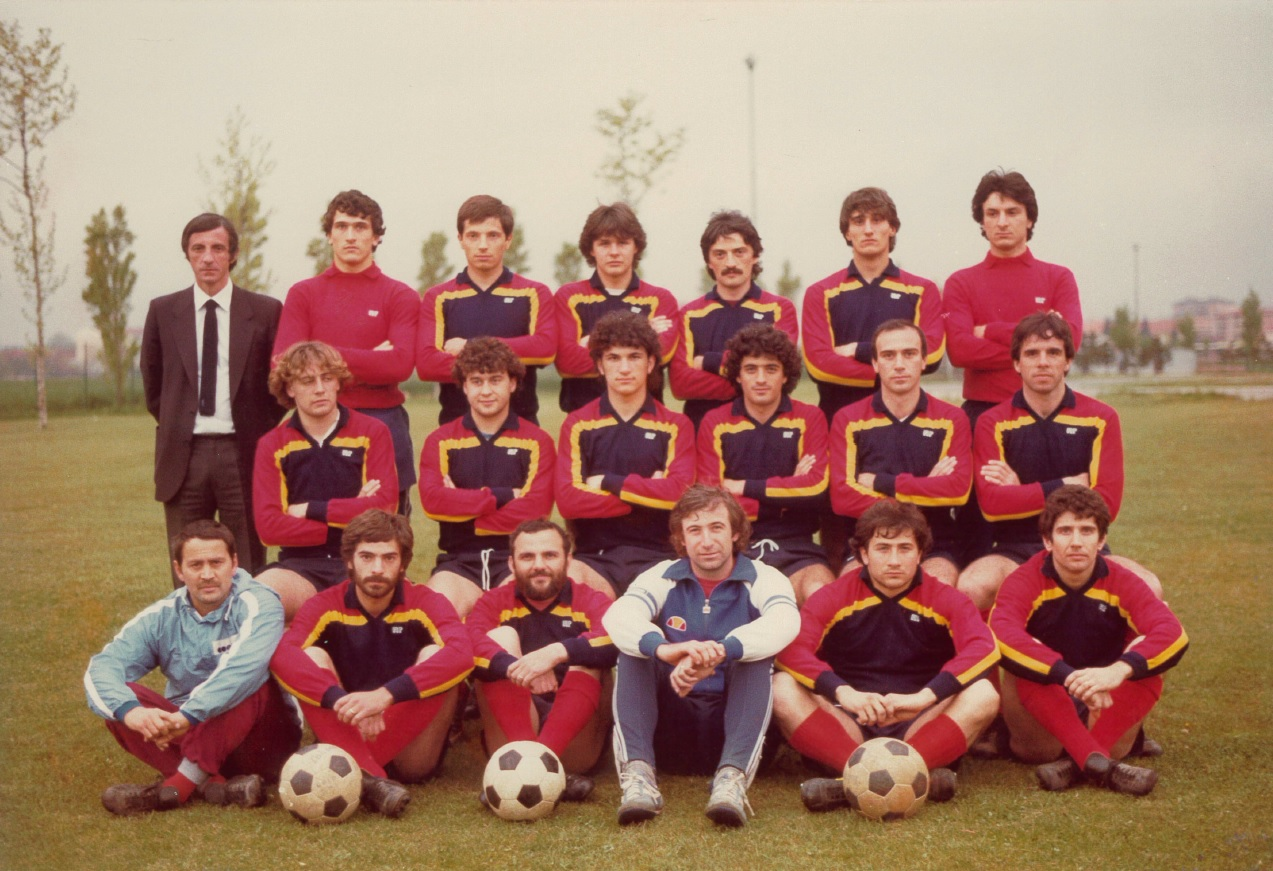
Foto di rito prestagione alla Sisport

### Competizioni regionali

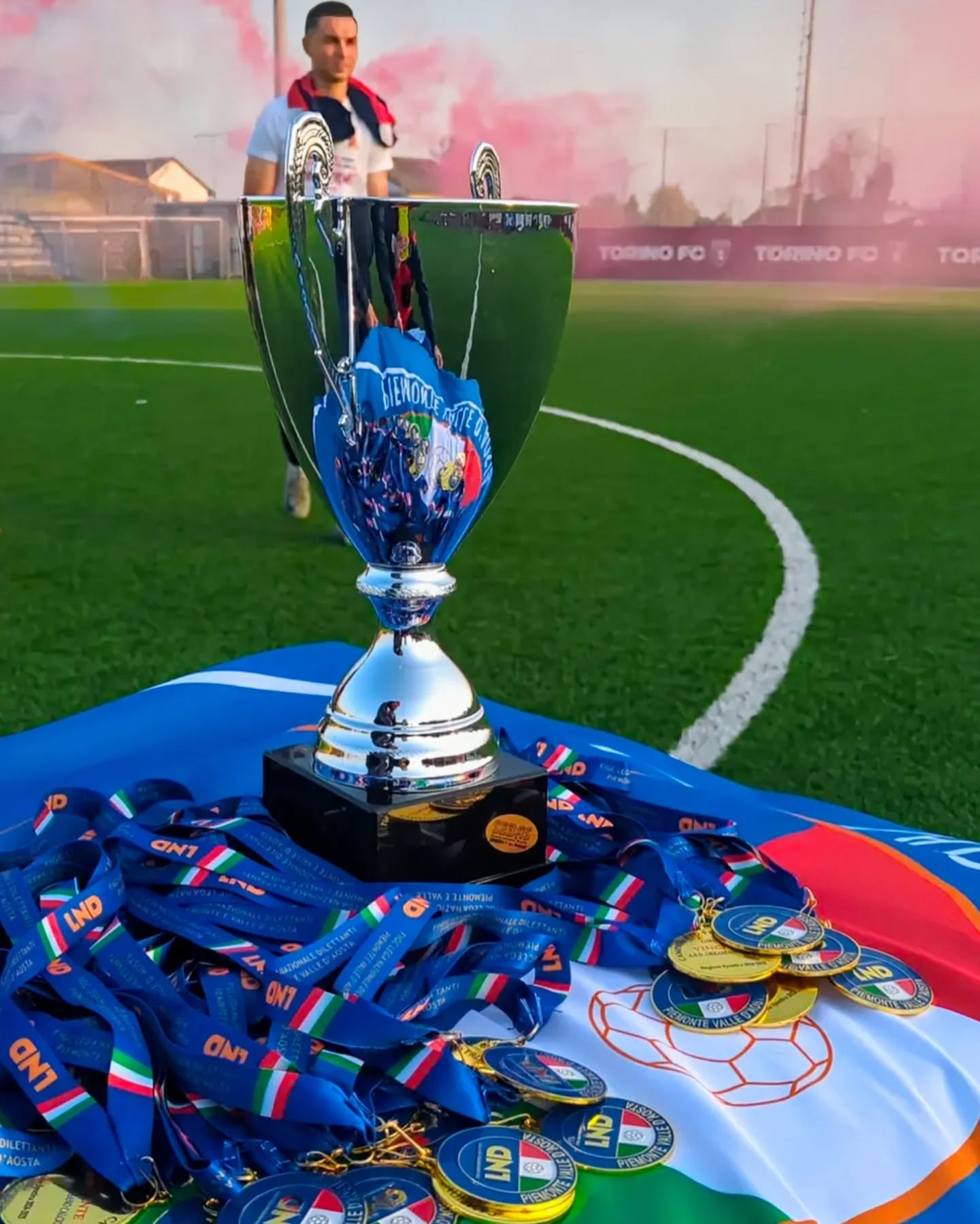
Il trofeo per la vittoria del campionato di Prima Categoria 2024-2025

- Eccellenza: 1

2002-2003 (girone B)
- Promozione: 1

1979-1980 (girone B)
- Prima Categoria: 1

2024-2025 (girone D)
- Seconda Categoria: 1

2015-2016 (girone G)

### Altri piazzamenti
- Serie D:

Secondo posto: 1982-1983 (girone A)
Terzo posto: 1980-1981 (girone A)
Semifinale Play-off: 2005-2006
- Eccellenza:

Secondo posto: 2001-2002 (girone B)
- Promozione:

Finale Play-off: 2009-2010
Secondo posto: 2010-2011 (girone C)
Terzo posto: 1989-1990 (girone C)
- Prima categoria:

Finale Play-off: 2018-2019

## Strutture

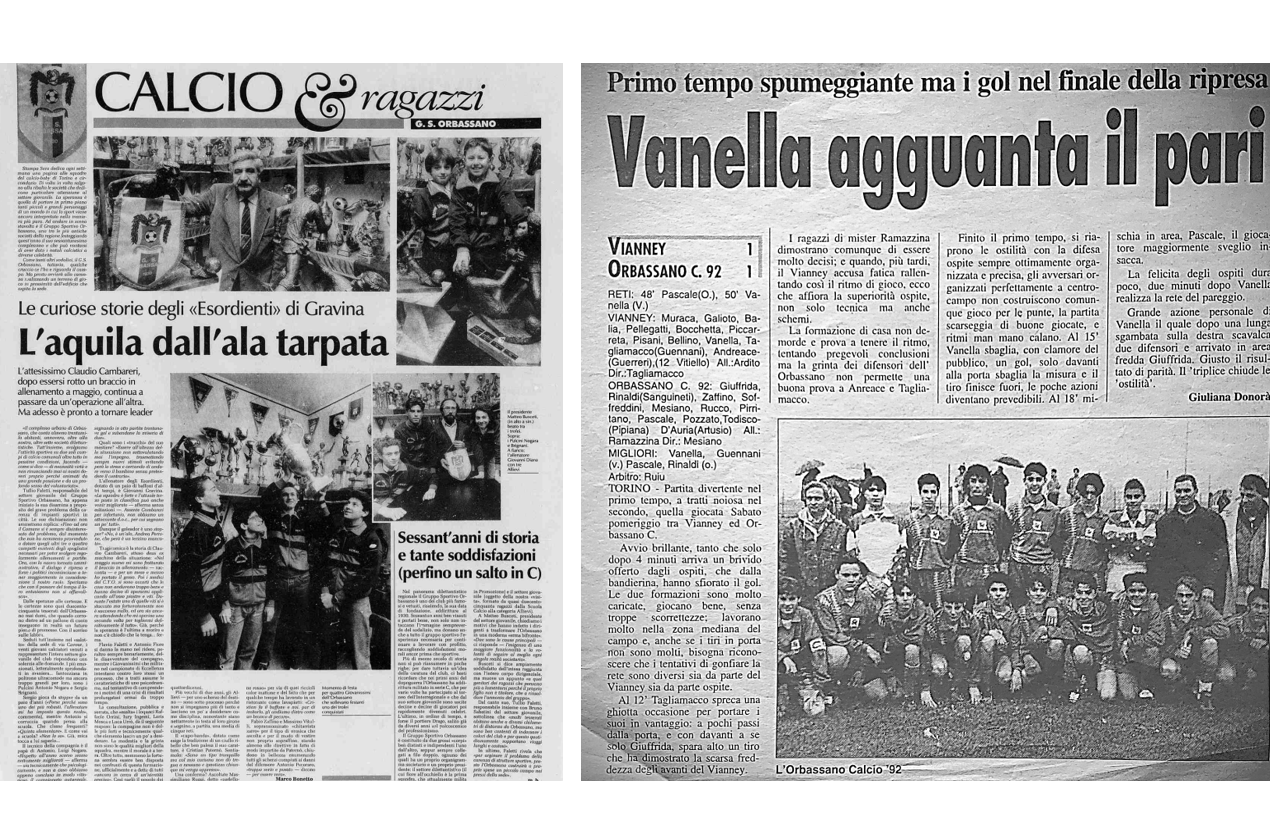
Articoli degli anni 90 sulle giovanili

### Stadio
Nella sua storia l'Orbassano ha giocato le proprie gare interne tra il centro sportivo comunale Aldo Porta, il centro sportivo comunale di Tetti Francesi (durante le stagioni giocate come Aurora Sporting Orbassano) e lo stadio intitolato a Valentino Mazzola oggi situato all'interno del centro sportivo Sporting Orbassano, ex impianto Sisport Fiat che nel passato ha ospitato a più riprese gli allenamenti del Torino Calcio (a periodi alterni tra il 1979 e la metà degli anni 2000) e della Juventus (tra il 1990 ed il 1994), anni in cui hanno solcato quel prato campioni del calibro di Roberto Baggio (vincitore del Pallone d'oro proprio in quegli anni), Gianluca Vialli, Alessandro Del Piero, Fabrizio Ravanelli, Angelo Peruzzi, Francesco Graziani, Paolo Pulici, Claudio Sala, Roberto Cravero, Gianluigi Lentini.

### Centro di allenamento
Le selezioni societarie sostengono la preparazione tra il centro sportivo comunale Aldo Porta (prima squadra, juniores e settore giovanile scolastico) ed il centro sportivo Sporting Orbassano (scuola calcio).
I complessi dispongono di due campi a 11 regolamentari (di cui uno omologato per la Serie D), oltre a diversi campi di calcio a 5, 7 e 8 in erba naturale e sintetica con annesse tribune, aree verdi, spogliatoi e uffici.

## Società

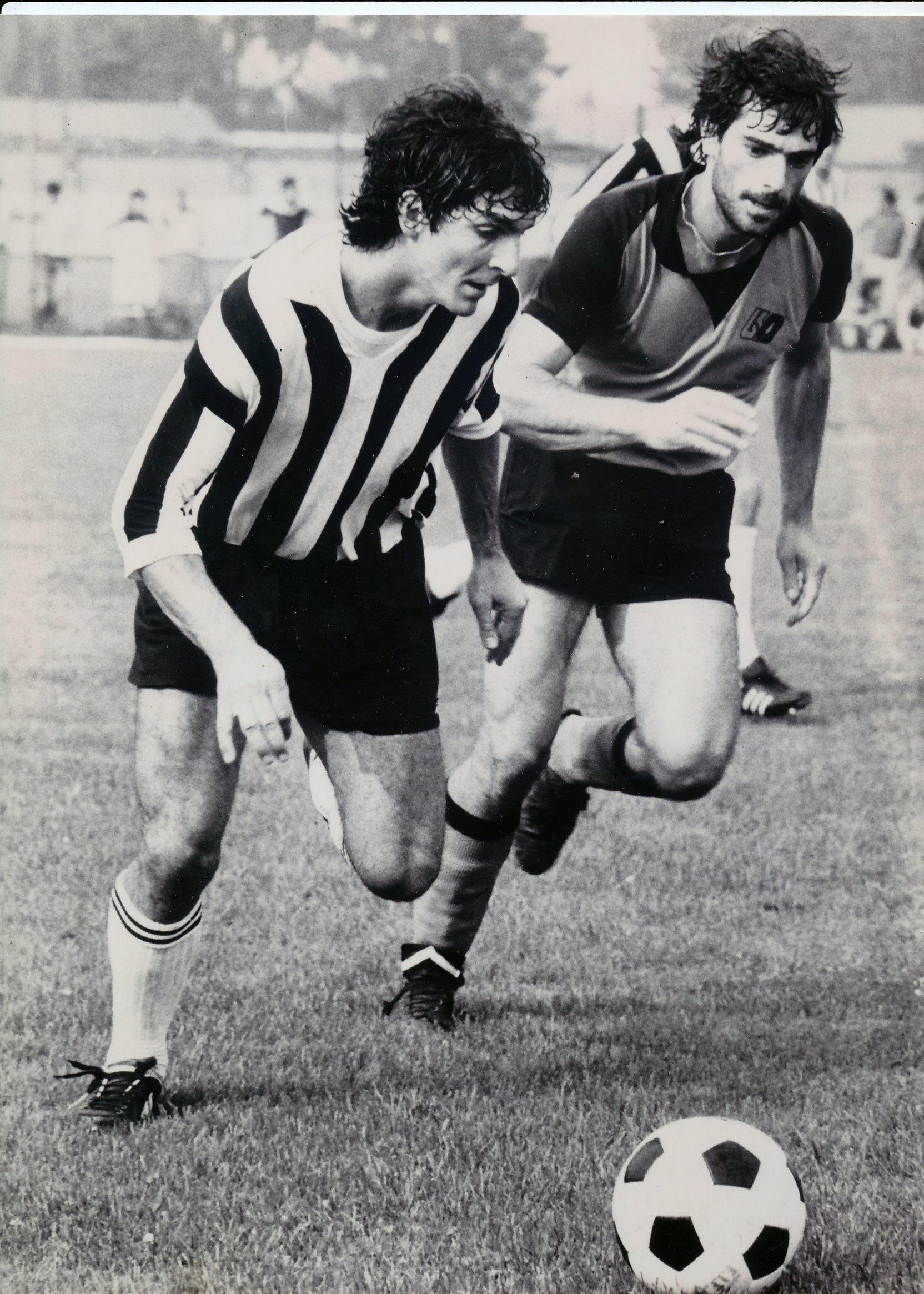
Edoardo Rocci sul prato dello storico Combi in marcatura su Paolo Rossi, che al termine di quella stagione festeggerà la seconda stella con la Juventus e alzerà la Coppa del Mondo con la Nazionale

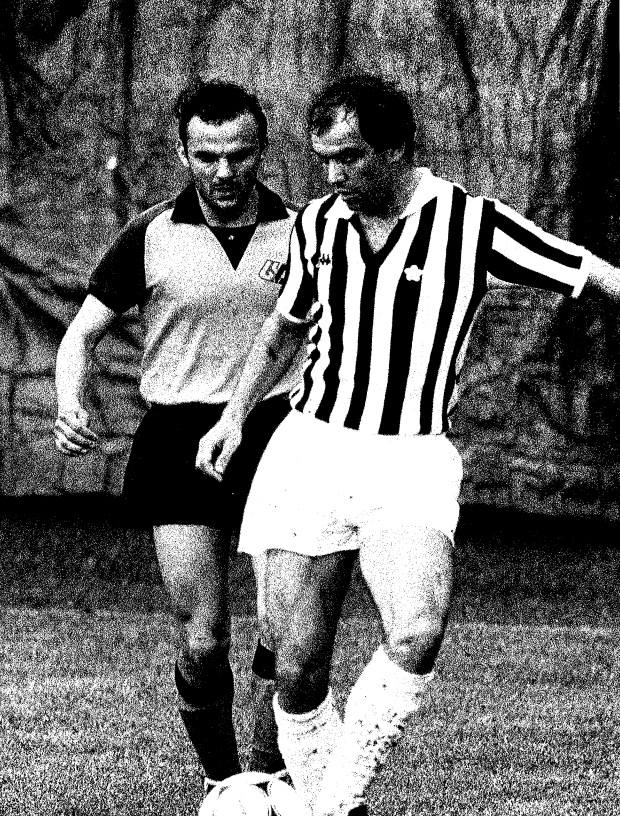
Un duello tra il capitano Romano Marocco e il bianconero Pierino Fanna alla Sisport Fiat di Orbassano

### Organigramma societario
Organigramma aggiornato all'8 Ottobre 2023.
- Michele Marano - Presidente
- Mario Solej - Vice Presidente
- Dino Cambareri - Direttore Generale
- Manuele Gallo - Tesoriere
- Claudia Maria Sodero - Consigliere

## Allenatori e presidenti
- 1979-1983: Bruno Bonacina[72]
- 1991-1992: Piergiorgio Navone
- 1992-2000: Matteo Busceti
- 2007-2007: Claudio Trombini[73]
- 2009-2011: Paolo Lanza[74]
- 2011-2012: Claudio Trombini[75]
- 2012-2013: Giuseppe Esposito[73]
- 2019-: Michele Marano

- 1979-1981: Mario Pinacci[76]
- 1981-1982: Ezio Dilej[77]
- 1982-1983: Natalino Fossati[78]
- 1987-1990: Giuseppe Brucato[79]
- 1990: Luciano Boggian[80]
- 1990-1992: Sergio Menegatti[81]
- 2004: Michele Scola[82]
- 2005-2007: Nicolò Napoli[83]
- 2020-2022: Fabio Boggian[84]
- 2022-2023: Riccardo Maino
- 2023-2024: Claudio Rizzo
- 2024: Riccardo Maino
- 2024-2025: Ivano Sorrentino
- 2025-2026: Marcello Meloni

### Staff tecnico
Degne di nota anche le collaborazioni con storiche figure quali Ercole Rabitti, Franco Sattolo e Giovanni Bussone negli anni 80 durante i fasti della proprietà Bonacina.

## Calciatori

### Calciatori dell'Orbassano

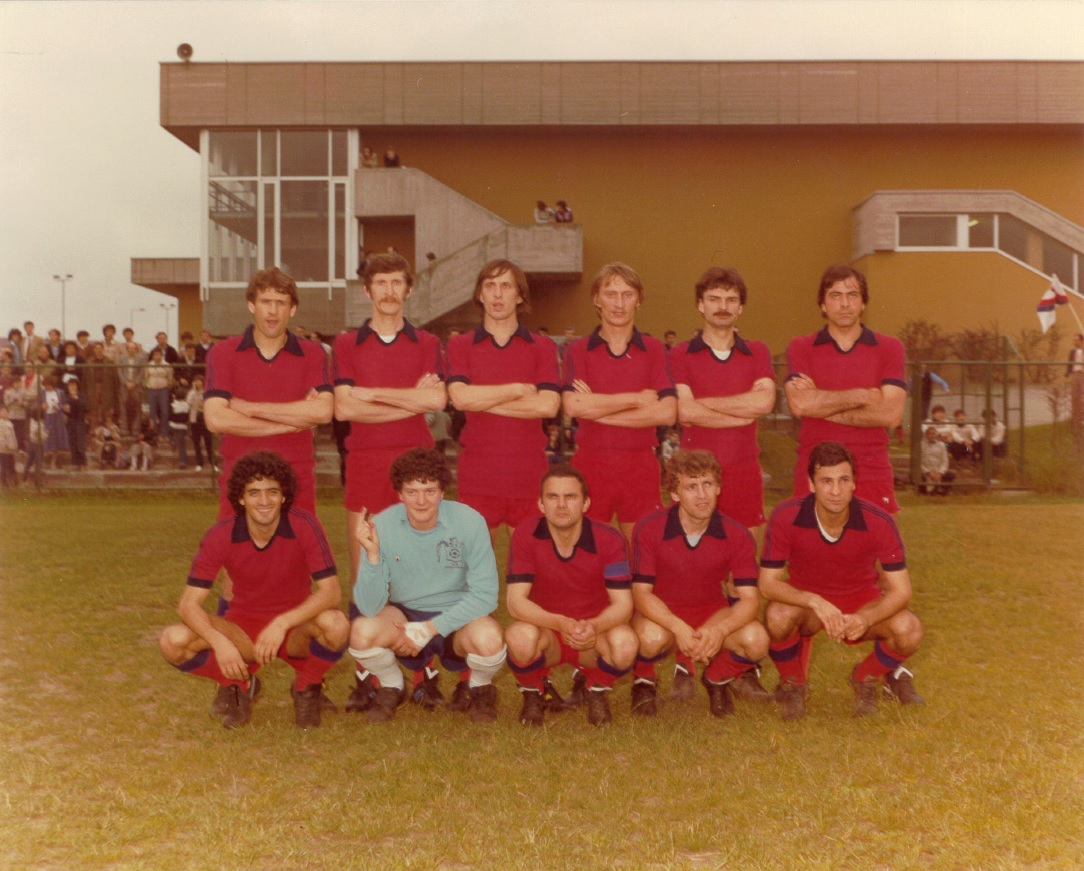
Formazione della stagione 1981-1982

- Giulio Drago (giovanili)[86][87]
- Alberto Maria Fontana (giovanili)
- Alessandro Bianco (giovanili)[88]
- Mario Morello[89]
- Luca Pagliarulo[90]
- Eugenio Sgarbossa[91][92]
- Sergio Tabbia[93]
- Ronaldo Vanin

### Capitani
- Romano Marocco[94][95]

### Marcature in competizioni ufficiali
- Stagione 1979-1980:  Edmondo Gila (A) 18 reti,  Salvatore Leotta (A) 16 reti,  Rosario Di Lernia (A) 15 reti[96]
- Stagione 1981-1982:  Eugenio Sgarbossa (C) 6 reti[97]
- Stagione 1982-1983:  Eugenio Sgarbossa (C) 9 reti[97]
- Stagione 2018-2019:  Gianluca Pipiana (A) 9 reti,  Simone Schiraldi (C) 9 reti[98]
- Stagione 2019-2020:  Jacopo Tozzi (A) 21 reti[99]
- Stagione 2020-2021:  Francesco Bonfiglio (A) 2 reti,  Daniele Croce (C) 2 reti[100]
- Stagione 2021-2022:  Gabriele Montanari (C) 15 reti,  Cristian Romano (A) 15 reti[101]
- Stagione 2022-2023:  Simone Palermo (A) 15 reti[102]
- Stagione 2023-2024:  Andrea Casagrande (A) 13 reti[103]
- Stagione 2024-2025:  Andrea Casagrande (A) 23 reti[104]